# Горленко, Пётр Иванович
Пётр Иванович Горленко (1790—1851) — русский военачальник, полковник, декабрист.

## Биография
Из старинного казацкого шляхетского рода, праправнук Д. Апостола, внук полтавского полковника А. Горленко (см. Горленко), сын помещика из местечка Иваница Прилуцкого повята Черниговского наместничества (ныне село Ичнянского района Черниговской области), отставного премьер-майора Ивана Андреевича Горленко (1740—1810) и его жены Марии Андреевны (в девичестве — Миницкой). Внучатый племянник епископа Белгородского и Обоянского Иоасафа.
В юности служил офицером в лейб-гвардии Гусарскому полку. Вместе с Н.Дуровой, тогда называвшейся Александром Александровым, в Киеве выполнял ординарские обязанности при генерале Михаиле Милорадовиче. Участник Отечественной войны 1812 года. По возвращении на Украину — во 2-й армии, ротмистр (1820), адъютант П. Витгенштейна, вступил в брак с племянницей его жены Анной Константиновной Снарской. Стал полковником гусарского полка имени П. Витгенштейна. Член Южного общества, принятый в тайную революционную организацию князем А. Барятинским. 27 (15) июня 1826 года заключен в Петропавловскую крепость. 20 (8) июля того же года переведен в Павлоградский гусарский полк, 14 (2) апреля 1828 года освобожден от службы.
Жил в г. Иваница Прилуцкого повята (к тому времени Полтавской губернии). Находился под наблюдением полиции. В 1848 году подарил Н. Маркевичу коллекцию древних рукописей. Из нескольких сот крепостных, которыми Горленко владел ранее, к 1850 году у него осталось «4 души мужского пола».